# وزارة الداخلية (سلطنة عمان)
وزارة الداخلية؛ هي الجهة الحكومية في سلطنة عُمان المسؤولة عن الإشراف على القضايا الإدارية في مختلف ولايات البلاد، والتعامل مع القضايا القبلية، والإشراف على عملية انتخاب مجلس الشورى.

## اختصاصاتها
- تنفيذ سياسة الدولة فيما يخص المحافظات والولايات التابعة لها، والإشراف على شؤونها.
- الإشراف على شؤون المحافظين والولاة ونوابهم ومساعديهم في المحافظات والولايات التابعة لها.
- تنظیم الشؤون المتعلقة بزواج العمانيين من أجانب.
- الإشراف والرقابة على المجالس البلدية وفق القوانين والنظم النافذة.[2]

## وصلات خارجية
- موقع وزارة الداخلية الرسمي